# Chiropterochoria

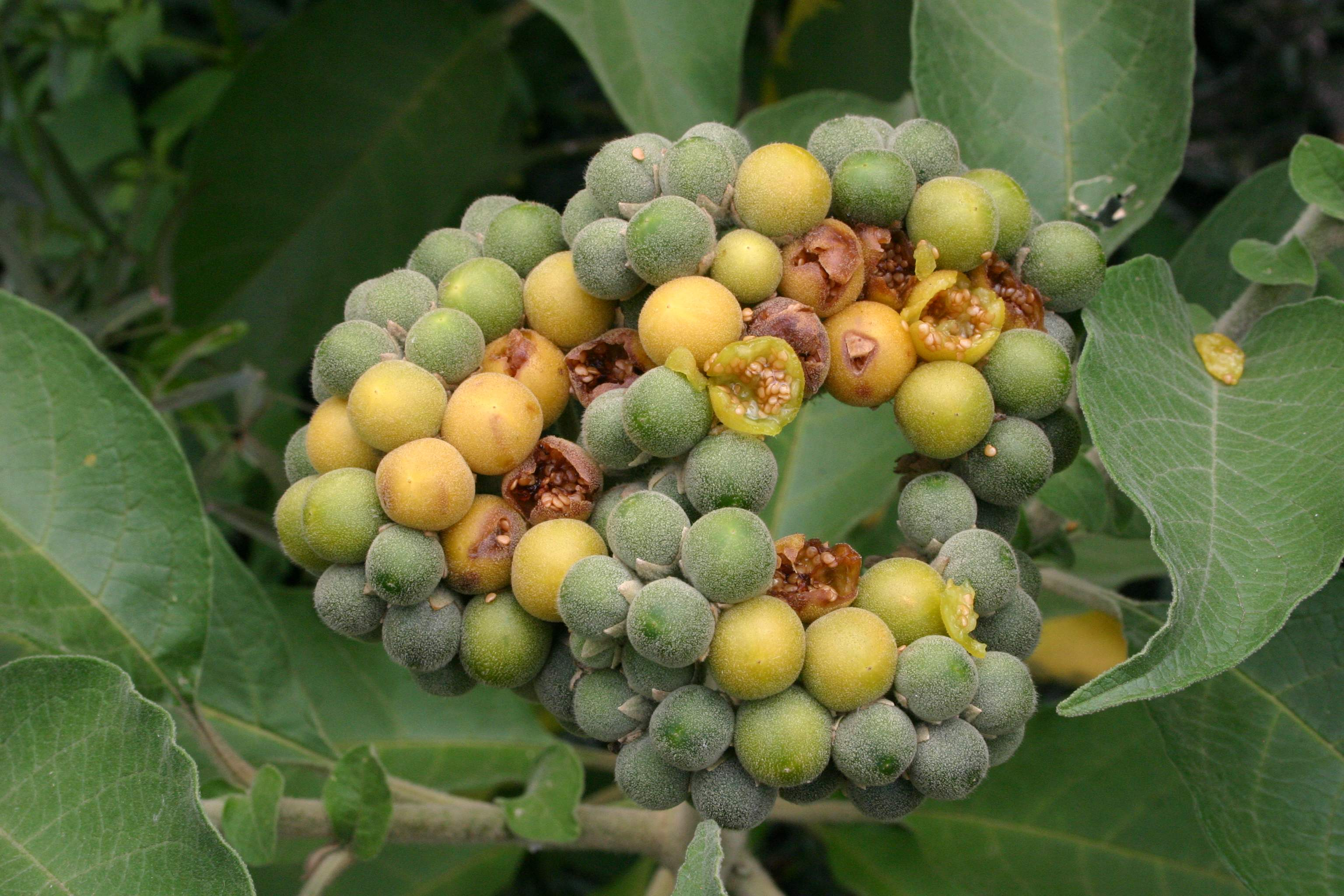
Nasiona Solanum mauritianum wykazują wyższy wskaźnik kiełkowania, jeżeli przejdą przez układ pokarmowy nietoperza

Chiropterochoria – rozsiewanie (roznoszenie) diaspor, czyli zarodników, nasion, owoców, rozmnóżek przez nietoperze. Chirepterochoria jest jednym z rodzajów zoochorii, czyli zwierzęcosiewności. W rozsiewaniu ważną rolę odgrywają dwie grupy nietoperzy: rodzina liścionosowatych należącej do  Microchiroptera oraz cały podrząd Megachiroptera.
Żywiące się owocami nietoperze w Ameryce uczestniczą w rozsiewaniu roślin z rodziny Cyclanthaceae i Araceae oraz epifitów z rodzaju Philodendron i Rhodospatha. W lasach tropikalnych Ameryki południowej owoce roślin z rodziny Solanaceae wydzielają intensywny zapach w nocy. Około 37%-50% nasion tych roślin jest rozsiewanych przez liścionosowate.